# Саламина
Саламина (др.-греч. Σαλαμίς) — персонаж древнегреческой мифологии. Одна из двенадцати дочерей Асопа, царя Флиунта. Похищена Посейдоном и унесена на остров в Сароническом заливе Эгейского моря. Родила от Посейдона Кихрея, который назвал остров в честь матери.
В некоторых источниках названа матерью Саракона от Зевса.